# Ober-Sensbach
Ober-Sensbach ist ein Stadtteil der am 1. Januar 2018 neu gegründeten Stadt Oberzent im südhessischen Odenwaldkreis.

## Geographie
Ober-Sensbach liegt am Oberlauf des Sensbachs, der von hier ausgehend in allgemeiner Nord-Süd-Richtung einen Talzug bildet. Die Gemarkung Ober-Sensbach umfasst die höchsten Berge des Odenwaldkreises, im Westen die Sensbacher Höhe mit 558 Meter und im Norden mit 555 Meter Höhe den Krähberg. Den Ostteil der Gemarkung nimmt der tief eingeschnittene und bewaldete, sich nach Südosten zur Itter hin öffnende Rindengrund ein.

## Geschichte

### Ortsgeschichte
Das Bestehen des Ortes ist unter dem Namen Sentzenbach seit 1359 und unter dem Namen Ober-Sentzelspach seit 1443 urkundlich belegt. Ober-Sensbach gehörte zum Erbach-Fürstenauischen Zentgericht Beerfelden.
Hessische Gebietsreformen (1970–1977, 2018)
zum 1. Februar 1971 fusionierte die bis dahin selbständige Gemeinde Ober-Sensbach im Zuge der Gebietsreform in Hessen freiwillig mit den Gemeinden Unter-Sensbach und Hebstahl zur Gemeinde Sensbachtal, die wiederum am 1. Januar 2018 mit weiteren Gemeinden die Stadt Oberzent bildete.
Für die Orte Hebstahl, Unter- und Ober-Sensbach wurde ein gemeinsamer Ortsbezirk mit Ortsbeirat und Ortsvorsteher nach der Hessischen Gemeindeordnung gebildet.

### Verwaltungsgeschichte im Überblick
Die folgende Liste zeigt die Staaten und Verwaltungseinheiten, denen Ober-Sensbach angehört(e):
- vor 1806: Heiliges Römisches Reich, Grafschaft Erbach-Fürstenau, Amt Freienstein
- ab 1806: Großherzogtum Hessen (Souveränitätslande),[Anm. 2]  Amt Freienstein (zur Standesherrschaft Erbach gehörig)
- ab 1815: Großherzogtum Hessen[Anm. 3] (Souveränitätslande), Amt Freienstein (zur Standesherrschaft Erbach gehörig)
- ab 1822: Großherzogtum Hessen, Provinz Starkenburg, Landratsbezirk Erbach[Anm. 4]
- ab 1848: Großherzogtum Hessen, Regierungsbezirk Erbach
- ab 1852: Großherzogtum Hessen, Provinz Starkenburg, Kreis Erbach
- ab 1871: Deutsches Reich, Großherzogtum Hessen, Provinz Starkenburg, Kreis Erbach
- ab 1918: Deutsches Reich (Weimarer Republik), Volksstaat Hessen, Provinz Starkenburg, Kreis Erbach
- ab 1938: Deutsches Reich, Volksstaat Hessen, Landkreis Erbach[7][Anm. 5]
- ab 1945: Amerikanische Besatzungszone, Groß-Hessen, Regierungsbezirk Darmstadt, Landkreis Erbach
- ab 1946: Amerikanische Besatzungszone,[Anm. 6] Hessen, Regierungsbezirk Darmstadt, Landkreis Erbach
- ab 1946: Amerikanische Besatzungszone, Land Hessen, Regierungsbezirk Darmstadt, Landkreis Erbach
- ab 1949: Bundesrepublik Deutschland, Land Hessen, Regierungsbezirk Darmstadt, Landkreis Erbach
- ab 1971: Bundesrepublik Deutschland, Land Hessen, Regierungsbezirk Darmstadt, Landkreis Erbach, Gemeinde Sensbachtal[Anm. 7]
- ab 1972: Bundesrepublik Deutschland, Land Hessen, Regierungsbezirk Darmstadt, Odenwaldkreis, Gemeinde Sensbachtal
- ab 2018: Bundesrepublik Deutschland, Land Hessen, Regierungsbezirk Darmstadt, Odenwaldkreis, Stadt Oberzent[Anm. 8]

## Bevölkerung

### Einwohnerentwicklung
- 1545: 21 wehrfähige Männer[1]
- 1961: 184 evangelische (= 97,35 %), 3 katholische (= 1,59 %) Einwohner[1]

| Ober-Sensbach: Einwohnerzahlen von 1829 bis 2020 | Ober-Sensbach: Einwohnerzahlen von 1829 bis 2020 | Ober-Sensbach: Einwohnerzahlen von 1829 bis 2020 | Ober-Sensbach: Einwohnerzahlen von 1829 bis 2020 | Ober-Sensbach: Einwohnerzahlen von 1829 bis 2020 |
| --- | ------------------------------------------------ | ------------------------------------------------ | ------------------------------------------------ | ------------------------------------------------ |
| Jahr |                                                  |                                                  |                                                  | Einwohner                                        |
| 1829 | 1829                                             |                                                  | 229                                              | 229                                              |
| 1834 | 1834                                             |                                                  | 245                                              | 245                                              |
| 1840 | 1840                                             |                                                  | 262                                              | 262                                              |
| 1846 | 1846                                             |                                                  | 275                                              | 275                                              |
| 1852 | 1852                                             |                                                  | 254                                              | 254                                              |
| 1858 | 1858                                             |                                                  | 240                                              | 240                                              |
| 1864 | 1864                                             |                                                  | 260                                              | 260                                              |
| 1871 | 1871                                             |                                                  | 281                                              | 281                                              |
| 1875 | 1875                                             |                                                  | 279                                              | 279                                              |
| 1885 | 1885                                             |                                                  | 247                                              | 247                                              |
| 1895 | 1895                                             |                                                  | 245                                              | 245                                              |
| 1905 | 1905                                             |                                                  | 263                                              | 263                                              |
| 1910 | 1910                                             |                                                  | 243                                              | 243                                              |
| 1925 | 1925                                             |                                                  | 235                                              | 235                                              |
| 1939 | 1939                                             |                                                  | 194                                              | 194                                              |
| 1946 | 1946                                             |                                                  | 237                                              | 237                                              |
| 1950 | 1950                                             |                                                  | 240                                              | 240                                              |
| 1956 | 1956                                             |                                                  | 196                                              | 196                                              |
| 1961 | 1961                                             |                                                  | 189                                              | 189                                              |
| 1967 | 1967                                             |                                                  | 193                                              | 193                                              |
| 1970 | 1970                                             |                                                  | 219                                              | 219                                              |
| 1980 | 1980                                             |                                                  | ?                                                | ?                                                |
| 1990 | 1990                                             |                                                  | ?                                                | ?                                                |
| 2000 | 2000                                             |                                                  | ?                                                | ?                                                |
| 2011 | 2011                                             |                                                  | 225                                              | 225                                              |
| 2018 | 2018                                             |                                                  | 219                                              | 219                                              |
| 2020 | 2020                                             |                                                  | 208                                              | 208                                              |
| Datenquelle: Historisches Gemeindeverzeichnis für Hessen: Die Bevölkerung der Gemeinden 1834 bis 1967. Wiesbaden: Hessisches Statistisches Landesamt, 1968. Weitere Quellen: LAGIS; Zensus 2011 |                                                  |                                                  |                                                  |                                                  |

### Einwohnerstruktur 2011
Nach den Erhebungen des Zensus 2011 lebten am Stichtag dem 9. Mai 2011 in Ober-Sensbach 225 Einwohner. Darunter waren 3 (1,3 %) Ausländer.
Nach dem Lebensalter waren 42 Einwohner unter 18 Jahren, 105 zwischen 18 und 49, 39 zwischen 50 und 64 und 39 Einwohner waren älter.
Die Einwohner lebten in 84 Haushalten. Davon waren 18 Singlehaushalte, 24 Paare ohne Kinder und 33 Paare mit Kindern, sowie 6 Alleinerziehende und keine Wohngemeinschaften. In 15 Haushalten lebten ausschließlich Senioren und in 72 Haushaltungen lebten keine Senioren.

## Sehenswürdigkeiten

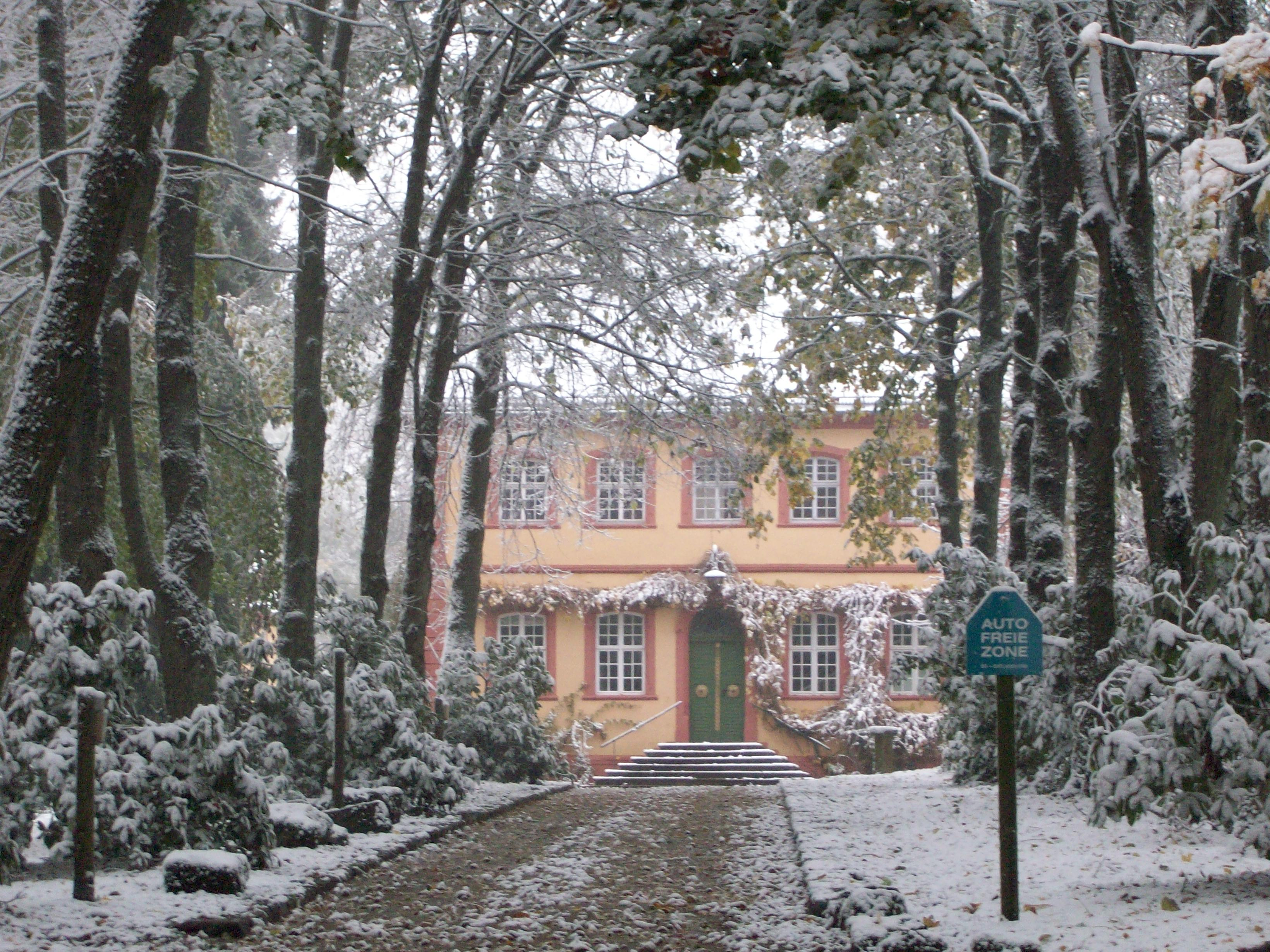
Herrenhaus des Jagdschlosses Krähberg

- Das Jagdschloss Krähberg im Norden der Gemarkung[10] wurde 1761 bis 1771 von den Grafen von Erbach-Fürstenau errichtet.
- An der Landstraße nach Beerfelden befindet sich mitten im Wald auf dem Höhenzug der Sensbacher Höhe der Ober-Sensbacher Friedhof von 1619 mit Kapelle.[11] Auf dem Friedhof sind mehrere Angehörige der Erbacher Grafen bestattet.
- Die Zehntscheune und die ehemalige Mühle von 1781, die zeitweise als Bürgermeisterei diente,[12] bildeten zusammen mit dem benachbarten Anwesen Sensbacher Straße 19 einst ein herrschaftliches Hofgut der Erbacher Grafen.
- In ortsbildprägender Position an der Einmündung der Straße von Beerfelden liegt ein langgestrecktes, einstöckiges Wohnstallhaus des 18. Jahrhunderts als Musterbeispiel eines Sensbacher Bauernhauses in vorzüglichem Erhaltungszustand.[13]
- die Passhöhe Reußenkreuz

## Verkehr
Für den überörtlichen Verkehr ist Ober-Sensbach durch die Kreisstraße K 39 erschlossen, die in der Nähe des Reußenkreuzes am Krähberg von der Landesstraße L 3108 in Südrichtung abzweigt und südlich des Ortes kurz vor Unter-Sensbach in die von Beerfelden her über die Sensbacher Höhe (Sattelhöhe 525 Meter) kommende L 3120 einmündet.